# 竹谷廣之
竹谷 廣之（たけや ひろゆき、1954年（昭和29年） - ）は、日本の農林官僚。農林水産技術会議事務局長。

## 略歴
- 麻布高等学校、東京大学法学部卒業
- 1977年（昭和52年）：農林省入省
- 林野庁森林組合課課長補佐
- 1988年 大分県警察本部警務課長
- 1989年8月：経済局金融課課長補佐
- 1990年9月：大臣官房文書課課長補佐(法令)
- 1991年8月：大臣官房文書課課長補佐 (総括)
- 1997年（平成9年）7月7日：農林水産省食品流通局企業振興課長
- 1998年（平成10年）7月3日：農林水産省経済局金融課長
- 2001年（平成13年）1月6日：林野庁林政部企画課長
- 2001年（平成13年）7月6日：林野庁林政部林政課長
- 2002年（平成14年）7月3日：農林水産省大臣官房文書課長
- 2004年（平成16年）1月13日：水産庁資源管理部長
- 2005年（平成17年）7月19日：水産庁漁政部長
- 2007年（平成19年）7月10日：農林水産技術会議事務局長
- 2008年（平成20年）9月19日：農林水産省生産局長
- 2009年（平成21年）1月5日：農林水産省消費・安全局長
- 2009年（平成21年）7月14日：辞職
- 2010年（平成22年）4月1日：岡三証券株式会社顧問